# Francisco de Vitoria

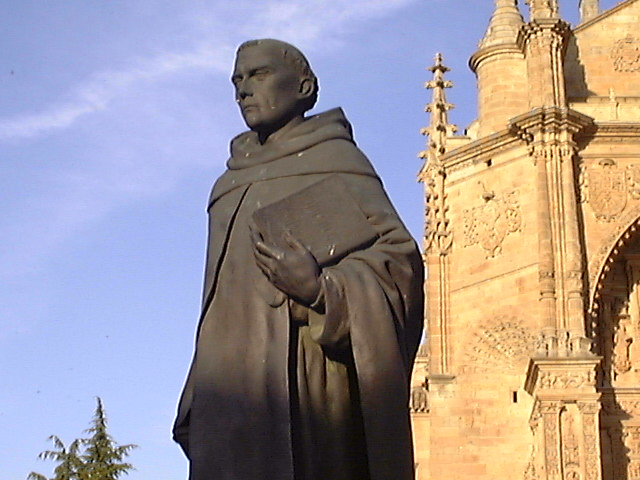
Francisco de Vitoria, Statue vor San Esteban in Salamanca

Francisco de Vitoria OP (* um 1492 in Burgos oder Vitoria; † 12. August 1546 in Salamanca) war ein katholischer Moraltheologe und Naturrechtslehrer sowie Begründer der spanischen Spätscholastik und der Schule von Salamanca.

## Leben und Denken
Francisco de Arcaya y Compludo, wie Vitoria mit richtigem Namen hieß, trat 1505 dem Dominikanerorden in Burgos bei, der gerade eine tiefgreifende Reform erlebt hatte. Diese Reform war Teil eines umfassenden Reformprogramms des spanischen Königs, das die Umgestaltung Spaniens in einen zentralistischen Staat unterstützen sollte und es auch zu einem Zentrum von Theologie und Wissenschaft machte. Der junge Ordensmann wurde zum Studium an die renommierte Universität Paris geschickt, wo er Schüler von Pierre Crockaert wurde. Es waren vor allem die Eindrücke dieser Zeit, die sein Denken entscheidend prägten: das Erbe der Scholastik, besonders seines Ordensbruders Thomas von Aquin – Vitoria betätigt sich in Paris u. a. als Mitherausgeber eines Teils von dessen Hauptwerk Summa theologiae –, Nominalismus, Humanismus und konziliaristische bzw. gallikanische Tendenzen, die eine Unterordnung des Papstes unter ein allgemeines Konzil forderten und gerade an der Pariser Universität viele Anhänger fanden.
Nach seiner Rückkehr nach Spanien (1523) lehrte er in Valladolid und seit 1526 an der Universität Salamanca, dem geistigen Zentrum Spaniens. Indem er hier nach dem Pariser Vorbild das bis dahin verwendete Lehrbuch, die Sentenzen des Peter Lombard, durch die Summa theologiae des Thomas von Aquin ersetzte, legte er den Grundstein für die Thomas-Renaissance des 16. Jahrhunderts und begründete die Schule von Salamanca. Zu seinen Schülern zählen u. a. Domingo de Soto, Melchior Cano, Bartolomé de Medina und Domingo Báñez, alle berühmt u. a. für ihre Thomas-Kommentare. Aber auch der Kanonist Diego de Covarrubias y Leyva gehört zu seinen Schülern.
Vitorias Bedeutung liegt darin, dass er ausgehend von der differenzierten scholastischen Tradition des Mittelalters Antworten auf die neuen, zumeist praktischen Fragen seiner Zeit suchte. Besonders hervorzuheben sind dabei die Frage nach einer friedlichen Ordnung unter den frühneuzeitlichen europäischen Staaten, deren Herrscher in der Regel keine Instanz mehr über sich anerkennen, die Sorge um eine Kirchenreform sowie die Frage nach der Legitimität der Präsenz der Europäer in der neuen Welt (Eroberungen, Handel). Er ging dabei sehr umsichtig vor, vermittelte zwischen gegensätzlichen Positionen und legte besonderen Wert auf die theologische und philosophische Grundlegung. Seine gemäßigten, aber fundierten Überlegungen zur Stellung der indigenen Bevölkerung der Amerikas und die damit verbundene Kritik an der spanischen Eroberungspraxis veranlassten Karl V., der Vitoria im Übrigen sehr schätzte, zu einer Intervention.
Vitoria war ein bedeutender Vertreter der Theorie des gerechten Krieges am Beginn der Neuzeit und trug mit seiner Konzeption des Rechts der Völker (ius gentium) zur Entwicklung des Völkerrechts bei. Besonders einflussreich für die zukünftige Entwicklung war die Konzeption der einen „Völkergemeinschaft“ und eines alle Staaten verpflichtenden „Völkerrechts“. In seiner politischen Theorie entwickelte er – wenn auch vorsichtig und verdeckt – den Begriff der Volkssouveränität. Auch im Strafrecht ist Vitorias Einfluss zu spüren, indem er hier den zunächst nur für geistliche Strafen geltenden subjektiven Begriff der Schuldstrafe auf alle „Strafen“ im engeren Sinne übertrug.
Im Zuge der konfessionellen Auseinandersetzungen des 16. und 17. Jahrhunderts geriet Vitoria fast vollständig in Vergessenheit und wurde erst im 19. Jahrhundert wiederentdeckt.

## Schriften

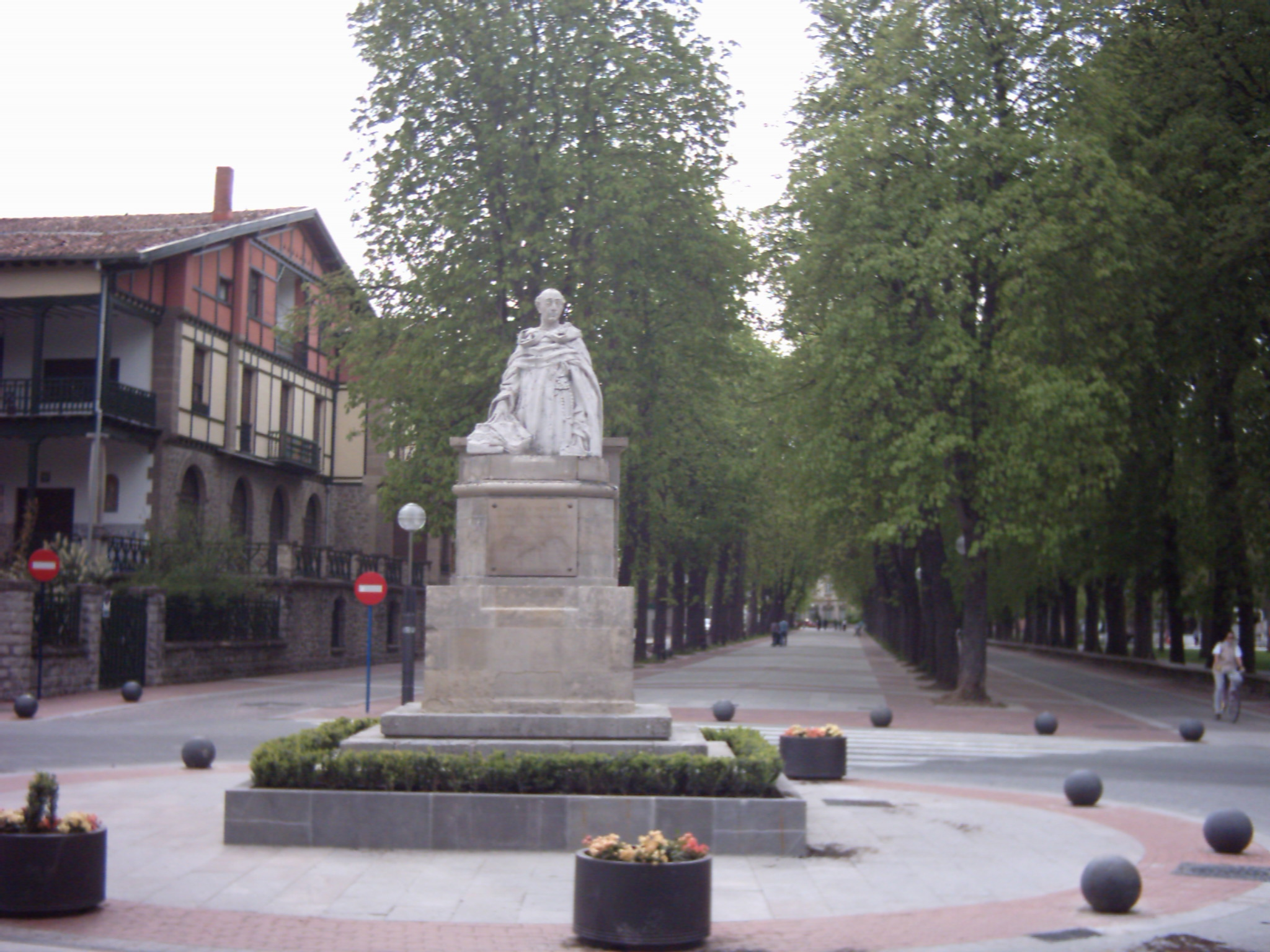
Francisco de Vitoria, Statue in Vitoria

Da Vitoria zu seinen Lebzeiten so gut wie nichts veröffentlicht hat, erlangte er vor allem durch seine universitätsöffentlichen Festvorlesungen (relectiones) Berühmtheit. Diese sind nur als Mitschriften seiner Studenten erhalten und erstmals postum Lyon 1557, dann 1565 Salamanca unter dem Titel Relectiones theologicae publiziert worden. Die ebenfalls nur in Mitschriften erhaltenen regulären Vorlesungen (lecturae) wurden erst im 20. Jh. ediert und publiziert. Die Festvorlesungen sind zweisprachig enthalten in:
- Francisco de Vitoria: Vorlesungen (Relectiones) Völkerrecht, Politik, Kirche. 2 Bände. Hrsg. von Ulrich Horst, Heinz-Gerhard Justenhoven, Joachim Stüben (Theologie und Frieden. 7/8). Stuttgart 1995/1997:
  - De potestate civili / Über die politische Gewalt (1528) – lat.-deutsch: Vorlesungen (s. o.), Bd. I, S. 114–161
  - De homicidio / Über die Menschentötung (11. Juni 1529 oder 1530) – lat.-deutsch: Vorlesungen (s. o.), Bd. I, S. 436–501
  - De matrimonio / Über die Ehe (25. Januar 1531) – lat.-deutsch: Vorlesungen (s. o.), Bd. I, S. 502–579
  - De potestate ecclesiae I & II / Erste (Ende 1532) und zweite Vorlesung über die Gewalt der Kirche – lat.-deutsch: Vorlesungen (s. o.), Bd. I, S. 162–277. 278-351
  - De Indis / Über die Indianer (1532) – lat.-deutsch: Vorlesungen (s. o.), Bd. II, S. 370–541
  - De jure belli / Über das Kriegrecht (1532) – lat.-deutsch: Vorlesungen (s. o.), Bd. II, S. 542–605
  - De potestate papae et concilii / Über die Gewalt des Papstes und des Konzils (1534) – lat.-deutsch: Vorlesungen (s. o.), Bd. I, S. 352–435
  - De augmento caritatis et diminutione / Über das Anwachsen und Abnehmen der Liebe (11. April 1535) – lat.-deutsch: Vorlesungen (s. o.), Bd. II, S. 38–91
  - De eo, quod tenetur homo, cum primum venit ad usum rationis / Über das, wozu der Mensch verpflichtet ist, sobald er den Gebrauch der Vernunft erreicht hat (Juni 1535) – lat.-deutsch: Vorlesungen (s. o.), Bd. II, S. 92–187
  - De simonia / Über die Simonie (Ende Mai oder Anfang Juni 1536) – lat.-deutsch: Vorlesungen (s. o.), Bd. II, S. 188–307
  - De temperantia / Über das Maßhalten bzw. richtiger: De usu ciborum / Über den Gebrauch der Speisen (Ende 1537) – lat.-deutsch: Vorlesungen (s. o.), Bd. II, S. 308–369 – Vitoria diskutiert dort das durch die Eroberungen in der Neuen Welt virulent gewordene Problem des Kannibalismus und der Menschenopfer.
  - De arte magica / Über die Kunst der Magie (18. Juli 1540) – lat.-deutsch: Vorlesungen (s. o.), Bd. II, S. 606–687
  - De regno Christi / Über die Königsherrschaft Christi (um 1528) – lat.-deutsch: Vorlesungen (s. o.), Bd. II, S. 688–701

Sein umfangreicher Thomas-Kommentar ist ebenfalls nur durch Mitschriften der regulären Vorlesungen (lecturae) erhalten und erst teilweise ediert:
- Comentarios a la Secunda secundae de Santo Tomás, hrsg. V. Beltrán de Heredia (6 Bde.). Salamanca 1932-1952.
- Textos inéditos de F. de V. In: Friedrich Stegmüller: Francisco de Vitoria y la doctrina de la gracia en la Escuela salmantina. Barcelona 1934, S. 166–482.
- De Indis recenter inventis et de jure belli Hispanorum in barbaros. Relectiones: Vorlesungen über die kürzlich entdeckten Inder und das Recht der Spanier zum Kriege gegen die Barbaren, 1539, Lateinischer Text nebst deutscher Übersetzung, hrsg. von Walter Schätzel. Einleitung von Paul Hadrossek. Mohr/Siebeck, Tübingen 1952.
- De bello / Über den Krieg (lateinisch/deutsch). In: Kann Krieg erlaubt sein? Eine Quellensammlung zur politischen Ethik der Spanischen Spätscholastik (= Theologie und Frieden. Bd. 27). Hrsg. v. Heinz-Gerhard Justenhoven, Joachim Stüben. Kohlhammer, Stuttgart 2006, S. 78–107.
- De lege. Über das Gesetz (= Politische Philosophie und Rechtsphilosophie des Mittelalters und der Neuzeit. Reihe I, Band 1). Hrsg., eingeleitet und ins Deutsche übersetzt von Joachim Stüben. Frommann-Holzboog, Stuttgart-Bad Cannstatt 2010, ISBN 978-3-7728-2503-3.
- De iustitia. Über die Gerechtigkeit. Teil I (= Politische Philosophie und Rechtsphilosophie des Mittelalters und der Neuzeit. Reihe I, Band 3). Hrsg., eingeleitet und ins Deutsche übersetzt von Joachim Stüben. Frommann-Holzboog, Stuttgart-Bad Cannstatt 2012, ISBN 978-3-7728-2506-4.

Sein Sentenzenkommentar hat ab 1560 zahlreiche Auflagen erfahren:
- Summa sacramentorum Ecclesiae ex doctrina Fratris Francisci de Vitoria, hrsg. von Thomas de Chaves. Valladolid 1560